# رجل الستة ملايين دولار
رجل الستة ملايين دولار (بالإنجليزية: The Six Million Dollar Man)‏ هو مسلسل خيال علمي قديم مأخوذ من رواية الإنسان الآلي للكاتب مارتين كايدين، وقد ظهر المسلسل على شاشات التلفزة العالمية من عام 1973 وحتى عام 1978 وحقق شهرة واسعة، وكان من بطولة لي ماجورز بدور ستيڤ أوستن وهي الشخصية المحورية لهذا المسلسل وريتشارد أندرسون بدور أوسكار.
العقيد ستيڤ أوستن يعمل رائد فضاء في وكالة الفضاء الأمريكية ناسا، وفي إحدى رحلات الفضاء ينفجر أحد محركات المركبة (م2-ف2) التي كان يقودها، فتهوي نحو الأرض أفقيا وتتحطم في الصحراء، ولحسن الحظ يبقى ستيڤ على قيد الحياة ولكن بعد أن فقد كلتا ساقيه ويده اليمنى وعينه اليسرى، فيقرر أوسكار إعادة بنائه بأعضاء آلية بديلة عن تلك التي فقدها، وقد بلغت كلفة هذه الأعضاء الآلية 6 ملايين دولار أمريكي -وقد كان مبلغا ضخما في السبعينات- ومن هنا تبدأ مغامرات ستيڤ أوستن من خلال عمله الجديد في وكالة استخبارات سرية تعمل لحساب الولايات المتحدة باستخدام قوته الآلية لمكافحة الأشرار والجواسيس، حيث كان يستخدم أعضائه الآلية للقفز والهبوط من ارتفاعات عالية جدا والعدو بسرعة خيالية وثني الحديد وكسر الأبواب والرؤية البعيدة جدا بعينه التلسكوبية وكل هذا يعرض بالحركة البطيئة.

## روابط خارجية
- رجل الستة ملايين دولار على موقع IMDb (الإنجليزية)
- رجل الستة ملايين دولار على موقع ميتاكريتيك (الإنجليزية)
- رجل الستة ملايين دولار على موقع الموسوعة البريطانية (الإنجليزية)
- رجل الستة ملايين دولار على موقع كينوبويسك (الروسية)
- رجل الستة ملايين دولار على موقع ألو سيني (الفرنسية)
- رجل الستة ملايين دولار على موقع قاعدة بيانات الفيلم (الإنجليزية)